# Associazione Sportiva Rieti 1946-1947
Questa voce raccoglie le informazioni riguardanti l 'Associazione Sportiva Rieti nelle competizioni ufficiali della stagione 1946-1947.

## Rosa
| N. |                   | Ruolo | Calciatore     |
| -- | ----------------- | ----- | -------------- |
|    | Italia (bandiera) | A     | L. Bergamini   |
|    | Italia (bandiera) | A     | Ermes Borsetti |
|    | Italia (bandiera) | P     | A. Bresciani   |
|    | Italia (bandiera) | A     | Angelo Catesi  |
|    | Italia (bandiera) | A     | Alvaro Cecati  |
|    | Italia (bandiera) | D     | R. Cesari      |
|    | Italia (bandiera) | A     | C. Clarichetti |
|    | Italia (bandiera) | A     | Enzo Cozzolini |
|    | Italia (bandiera) | C     | A. Discepoli   |
|    | Italia (bandiera) | A     | N. Fusco       |
|    | Italia (bandiera) | C     | Garella        |

| N. |                   | Ruolo | Calciatore           |
| -- | ----------------- | ----- | -------------------- |
|    | Italia (bandiera) | A     | A. Grifoni           |
|    | Italia (bandiera) | P     | Ippolito Ippoliti    |
|    | Italia (bandiera) | C     | Arnaldo Leonzio      |
|    | Italia (bandiera) | A     | Giovanni Pallavicini |
|    | Italia (bandiera) | A     | A. Passarani         |
|    | Italia (bandiera) | P     | Profeti              |
|    | Italia (bandiera) | C     | R. Ricci             |
|    | Italia (bandiera) | A     | Righetti             |
|    | Italia (bandiera) | A     | Luciano Rossi Levi   |
|    | Italia (bandiera) | D     | G. Salzano           |
|    | Italia (bandiera) | D     | Manlio Scopigno      |